# Джулия Ан
Джулия Ан Тавела (на английски: Julia Ann Tavella), известна като Джулия Ан, е американска порнографска актриса, режисьор и продуцент на порнографски филми и екзотична танцьорка.
Родена е на 8 октомври 1969 г. в град Глендейл, щата Калифорния, САЩ.

## Кариера
До 18-годишна възраст се изявява като модел, а след това е професионална състезателка по женска кална борба в Холивуд. По-късно, в началото на 90-те години на миналия век, заедно с Джанин Линдемълдър правят стриптийз шоуто „Блондидж“, участвайки в много нощни клубове. Техният успех води до предложения за участие в индустрията за възрастни.
Дебютира като актриса в порнографската индустрия през 1992 г. с лесбийска секс сцена с Линдемълдър във филма „Скритите обсеси“ на режисьора Андрю Блейк. Използва своето истинско име – Джулия Ан, а не псевдоним.
Включена е в списъка за 2012 г. на „Мръсната дузина: най-популярните звезди в порното“ на телевизионния канал CNBC.
Водеща е заедно с Рон Джереми на 27-ата церемония по връчване на наградите на NightMoves в Тампа, Флорида на 11 октомври 2015 г.
Участва активно в кампанията срещу въвеждането на законодателно правило за задължителното използване на презервативи в сексуалните актове в порнофилмите и прилагане на строги медицински мерки за сигурност.
Изявява се и като екзотична танцьорка с изпълнения както в САЩ, така и в други държави – Великобритания, Финландия.

## Награди и номинации
- 2004: AVN зала на славата.[7][13]
- 2006: Temptation зала на славата.[14]
- 2012: XRCO зала на славата.[15][16]
- 2015: NightMoves зала на славата.[17]

Носителка на награди
- 1994: XRCO награда за най-добра сцена момиче/момиче – „Скрити мании“ (с Джанин Линдемълдър).[18]
- 2004: AVN награда за най-добра актриса (видео) – „Красива“.[13]
- 2009: XRCO награда за MILF на годината.[19]
- 2010: AVN награда за MILF изпълнител на годината.[20]
- 2011: AVN награда за MILF изпълнител на годината.[21]
- 2011: XRCO награда за MILF на годината.[22]
- 2013: AVN награда за MILF изпълнител на годината.[23]
- 2013: NightMoves награда за най-добра MILF изпълнителка (избор на феновете).[24]
- 2014: XBIZ награда за MILF изпълнителка на годината.[25]
- 2015: AVN награда за най-горещ MILF (награда на феновете).[26]

Номинации
- 2005: Номинация за AVN награда за най-добра актриса (видео) – „Убийствен секс и самоубийствени блондинки“.[27]
- 2007: Финалистка за F.A.M.E. награда за най-горещо тяло.[28]
- 2008: Номинация за CAVR награда за MILF на годината.[29]
- 2010: Номинация за AVN награда за най-добра актриса – „Идентичност“.[30]
- 2010: Номинация за XBIZ награда за жена изпълнител на годината.[31]
- 2010: Номинация за XRCO награда за MILF на годината.
- 2010: Номинация за F.A.M.E. награда за любима анална звезда.[32]
- 2010: Номинация за NightMoves награда за най-добра MILF изпълнителка.[33]
- 2011: Номинация за AVN награда за най-добра соло секс сцена – за изпълнение на сцена във филма „Сини сънища 2“.[34]
- 2011: Номинация за AVN награда за най-добра групова секс сцена – заедно с Дилан Райдър, Наташа Марли, Боби Стар, Пол Чаплин, Томи Гън, Уил Пауърс и Били Глайд за изпълнение на сцена във филма „Бони и Клайд“.[34]
- 2011: Номинация за XBIZ награда за MILF звезда на годината.[35]
- 2011: Номинация за XBIZ награда за актьорско изпълнение на годината.[35]
- 2012: Номинация за AVN награда за MILF изпълнителка на годината.[36]
- 2012: Номинация за NightMoves награда за най-добра MILF изпълнителка.[37]
- 2013: Номинация за XRCO награда за MILF на годината.[38]
- 2014: Номинация за AVN награда за MILF изпълнителка на годината.[39]
- 2014: Номинация за XRCO награда за MILF на годината.[40]

Други признания и отличия
- 14-о място в класацията на списание „Комплекс“ – „15-те най-горещи порнозвезди над 30“, публикувана през месец март 2011 г.[8]